# Hesterine de Reus
Hesterine de Reus (Poortugaal, 6 december 1961) is een Nederlandse voetbalcoach. Na Vera Pauw is De Reus de tweede vrouw in Nederland die het diploma Coach Betaald Voetbal haalde; ze nam het op 17 februari 2010 in ontvangst.

## Carrière
De Reus begon al op jonge leeftijd met voetbal, ze begon toen ze zes à zeven jaar oud was. Ze speelde mee met de jongens in de E- en D-pupillen van PSV Poortugaal; ze zag er naar eigen zeggen ook wel jongensachtig uit. Doorgroei was niet mogelijk; in de C-klasse wilden ze geen meisjes; ze was dertien toen ze op zoek moest naar een andere club. Ze ging verder bij DCL Rotterdam, dat vanaf 1971 al een damesafdeling had. Daarin voetbalden vrouwen tussen de 17 en 33 jaar; om daar te mogen spelen moest dispensatie aangevraagd worden.
Ze maakte haar debuut voor Nederlands vrouwenelftal op 19 maart 1983 tegen West-Duitsland. Ondertussen deed ze een studie aan de Haagse Sportacademie; in 1986 was ze lerares lichamelijke opvoeding aan het lagere en middelbare onderwijs. In dat jaar stapte ze wederom over, dit maal naar KFC Delft. Daar speelde ze wedstrijden op zondag, terwijl ze op zaterdag trainingen voor de jeugd verzorgde. In 1986 verhuisde ze naar VV Rijsoord. In 1988 kwam er een kink in de kabel door een conflict met Piet Buter; ze vond zijn aanstelling een stap achteruit. Ze ging aan atletiek doen (800, 1500 en 3000 meter). Toen Buter plaats maakte voor Bert van Lingen, kwam ook De Reus terug bij de competitie en het Nederlands elftal. In 1993 sloot ze haar internationale voetbalcarrière af.
Ze werkte sinds 1994 voor de KNVB. In oktober 2010 ging ze aan de slag als bondscoach en technisch directeur van het vrouwenteam van Jordanië. Daar werkte ze tot eind 2011. Op 4 juni 2012 maakte PSV bekend dat De Reus trainer/technisch manager wordt van het nieuw opgerichte team PSV/FC Eindhoven voor het seizoen 2012/2013. Op 22 december 2012 werd bekend dat De Reus de vrouwen van PSV/FC Eindhoven al na een half jaar verliet, en bondscoach werd van het Australisch voetbalelftal. Daarna volgden aanstellingen in China en als technisch expert bij UEFA en FIFA.
Na enkele jaren afwezigheid werd De Reus door Daphne Koster verleid weer op het veld te gaan staan als hoofdtrainer. Op 1 juli 2024 werd ze trainer bij Ajax. Tijdens de eerste weken van haar dienstverband wist ze zich met de Amsterdammers niet, net als in het voorgaande seizoen, te plaatsen voor de groepsfase van de Champions League. Na de uitschakeling deed De Reus de uitspraak dat ze de uitschakeling niet zo erg vond omdat ze hierdoor beter de belastbaarheid van de speelsters konden bepalen. Deze uitspraak leidde tot controverse en later zei De Reus spijt te hebben van haar uitspraak.
In maart 2025 baarde een andere uitspraak van De Reus opnieuw opzien toen ze zei na een 3-1 nederlaag tegen concurrent PSV het kampioenschap definitief te hebben verspeeld. Dit ondanks dat Ajax bij puntverlies van de concurrenten nog alle kans maakte op de titel. Ook deze uitspraak kwam De Reus later op terug. Ajax maakte op 19 april 2025, twee dagen voor de belangrijke wedstrijd tegen andere concurrent FC Twente, bekend in onderling overleg na het seizoen 2024/25 afscheid te nemen van De Reus. Ze werd opgevolgd door Anouk Bruil.